# Montmin
Montmin korábbi község (település) Franciaországban, Haute-Savoie megyében. 2016. január 1-jén Talloires községgel egyesült és Talloires-Montmin új község része lett.
Lakosainak száma 330 fő (2018. január 1.). Montmin Les Clefs, Doussard, Faverges-Seythenex, Saint-Ferréol, Serraval és Faverges községekkel határos.

## Népesség
A település népességének változása:
| Lakosok száma | 229  | 203  | 208  | 180  | 192  | 319  | 318  | 312  | 305  | 330  |
|               | 1962 | 1968 | 1975 | 1982 | 1990 | 2008 | 2013 | 2015 | 2017 | 2018 |